# Claspettomyia niveitarsis
Claspettomyia niveitarsis är en tvåvingeart som först beskrevs av Zetterstedt 1850.  Claspettomyia niveitarsis ingår i släktet Claspettomyia och familjen gallmyggor. Inga underarter finns listade i Catalogue of Life.